# サングレーザー
| 彗星                       | 彗星         | 彗星                         | 彗星                   | 彗星                   |
| -------------------------- | ------------ | ---------------------------- | ---------------------- | ---------------------- |
| 離心率と公転周期による分類 |              |                              |                        |                        |
| e < 1                      | 周期彗星     | 短周期彗星                   | 短周期彗星             | P < 200                |
| e < 1                      | 周期彗星     | 長周期彗星                   | 長周期彗星             | P ≧ 200                |
| e ≧ 1                      | 非周期彗星   | 非周期彗星                   | 長周期彗星             |                        |
| 特徴的な彗星               | 特徴的な彗星 | 大彗星                       | 大彗星                 | 大彗星                 |
| 特徴的な彗星               | 特徴的な彗星 | サングレーザー（クロイツ群） |                        |                        |
| 成因上の関連               | 成因上の関連 | 彗星・小惑星遷移天体         | 彗星・小惑星遷移天体   | 彗星・小惑星遷移天体   |
| 成因上の関連               | 成因上の関連 | 地球近傍天体                 |                        |                        |
| 成因上の関連               | 成因上の関連 | 太陽系外縁天体               |                        |                        |
| 分類上の関連               | 分類上の関連 | 太陽系小天体（小惑星）       | 太陽系小天体（小惑星） | 太陽系小天体（小惑星） |
| ■Project ■Template         |              |                              |                        |                        |

サングレーザー (Sungrazer、またはSungrazing comet)とは、近日点で太陽の極めて近くをかすめるように通る彗星である。場合によっては太陽の表面から数千km以内のところを通過する場合もある。小さなものには、このように太陽の至近距離に近づいた際に完全に蒸発してしまうものもあるが、大きなものは何回も近日点通過しても生き残る。しかし、このような彗星は強い潮汐力のために小さな破片に分裂することが多い。
1995年に打ち上げられた太陽探査機SOHOは、明るさや軌道の関係で地球から観測できないようなサングレーザーを多数発見しており、その数は2007年の時点で1,200個以上に達する（SOHO彗星を参照）。

## クロイツ群

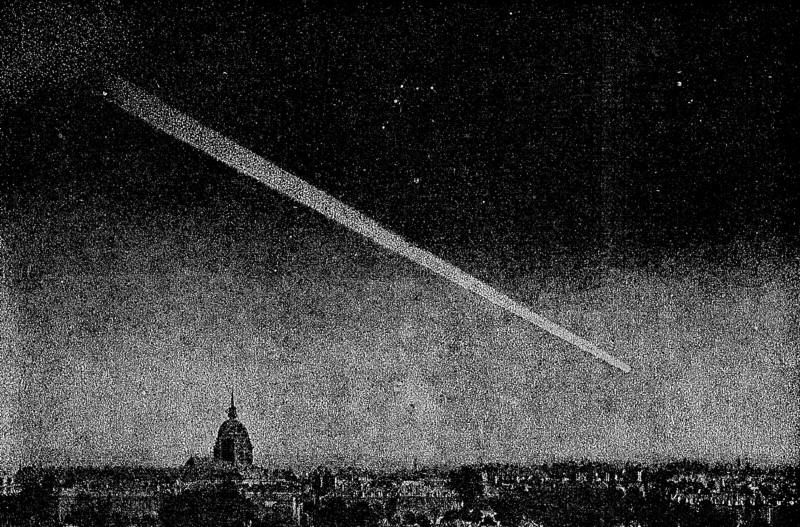
1843年の大彗星

最も有名なサングレーザーはクロイツ群の彗星であり、これらは全て初めて太陽に近づいた際に崩壊してたくさんの小さな彗星になった一つの巨大彗星に起源を持つ。紀元前371年にアリストテレスとエフォルスが見た極めて明るい彗星はこの親彗星である可能性がある。
1843年と1882年の大彗星、それに1965年の池谷・関彗星は全て元々の彗星の破片だった。これらの彗星はそれぞれ短期間ではあったが昼間でも見えるほど明るくなり、太陽の近くでは満月の明るさすら上回った。
SOHO彗星のうち約90%はクロイツ群に属する彗星だが、それらは全て太陽に突入するか近日点通過の際に完全に破壊されるかした。クロイツ群は事前に推測されていたよりもどうやら遥かに大規模なものらしい。この群に属する巨大な彗星が太陽に接近し、クロイツ群の過去の大彗星のライバルとしてその姿を現すのは時間の問題とされていたが、2011年になってラヴジョイ彗星 (C/2011 W3)が発見され、近日点を過ぎても消滅することなく残って南半球で観測された。

## その他の彗星
SOHO彗星の残り10%には散在性のものも含まれるが、他に4つの同族の彗星群が確認されている。クラフト群、クラフト2a群、マースデン群、マイヤー群である。マースデン群やクラフト群の彗星のうち、いくつかは周期彗星の可能性がある。2群は両方ともマックホルツ彗星と関係があるらしく、このマックホルツ彗星はしぶんぎ座流星群とおひつじ座流星群の2つの流星群の母彗星でもある。
| 名前         | 近日点 （天文単位） | 軌道傾斜角 （度） |
| ------------ | ------------------- | ----------------- |
| クロイツ群   | 0.005               | 144               |
| マイヤー群   | 0.036               | 73                |
| クラフト群   | 0.045               | 13                |
| マースデン群 | 0.049               | 27                |

- 近日点は太陽の中心からの距離。なお太陽半径は0.00465天文単位。

## サングレーザーの起源
軌道傾斜角が大きく、近日点距離が2天文単位未満の彗星は、軌道を何周もする間に累積する重力摂動の効果によって、近日点距離の値が非常に小さくなることが様々な研究により示されている。ある研究では、ヘール・ボップ彗星もサングレーザーになる可能性が約15%あるという結果が示されている。